# Formula 3 – sezona 2022.
| FIA Formula 3 prvenstvo 2022. | FIA Formula 3 prvenstvo 2022. |
|                               | Prvak                         |
| ----------------------------- | ----------------------------- |
| Vozač                         | Nepoznata kratica »«          |
| Momčad                        | Nepoznata kratica »«          |
| Prethodna sezona              | Sljedeća sezona               |
| 2021.                         | 2023.                         |
| Formula 1 – sezona 2022.      |                               |
| Formula 2 – sezona 2022.      |                               |

Formula 3 – sezona 2022. je 4. sezona FIA Formula 3 prvenstva, koju organizira Međunarodna automobilistička federacija.

## Vozači i momčadi
| Momčad                | Šasija          | Motor               | Gume | Br. | Vozač                | Utrke |
| --------------------- | --------------- | ------------------- | ---- | --- | -------------------- | ----- |
| Trident               | Dallara F3 2019 | Mecachrome 3.4 L V6 | P    | 1   | Jonny Edgar          | Sve   |
| Trident               | Dallara F3 2019 | Mecachrome 3.4 L V6 | P    | 2   | Roman Staněk         | Sve   |
| Trident               | Dallara F3 2019 | Mecachrome 3.4 L V6 | P    | 3   | Zane Maloney         | Sve   |
| Prema Racing          | Dallara F3 2019 | Mecachrome 3.4 L V6 | P    | 4   | Arthur Leclerc       | Sve   |
| Prema Racing          | Dallara F3 2019 | Mecachrome 3.4 L V6 | P    | 5   | Jak Crawford         | Sve   |
| Prema Racing          | Dallara F3 2019 | Mecachrome 3.4 L V6 | P    | 6   | Oliver Bearman       | Sve   |
| ART Grand Prix        | Dallara F3 2019 | Mecachrome 3.4 L V6 | P    | 7   | Victor Martins       | Sve   |
| ART Grand Prix        | Dallara F3 2019 | Mecachrome 3.4 L V6 | P    | 8   | Grégoire Saucy       | Sve   |
| ART Grand Prix        | Dallara F3 2019 | Mecachrome 3.4 L V6 | P    | 9   | Juan Manuel Correa   | Sve   |
| MP Motorsport         | Dallara F3 2019 | Mecachrome 3.4 L V6 | P    | 10  | Caio Collet          | Sve   |
| MP Motorsport         | Dallara F3 2019 | Mecachrome 3.4 L V6 | P    | 11  | Aleksander Smoljar   | Sve   |
| MP Motorsport         | Dallara F3 2019 | Mecachrome 3.4 L V6 | P    | 12  | Kush Maini           | Sve   |
| Charouz Racing System | Dallara F3 2019 | Mecachrome 3.4 L V6 | P    | 14  | László Tóth          | Sve   |
| Charouz Racing System | Dallara F3 2019 | Mecachrome 3.4 L V6 | P    | 15  | Ayrton Simmons       | Sve   |
| Charouz Racing System | Dallara F3 2019 | Mecachrome 3.4 L V6 | P    | 16  | Francesco Pizzi      | Sve   |
| Hitech Grand Prix     | Dallara F3 2019 | Mecachrome 3.4 L V6 | P    | 17  | Kaylen Frederick     | Sve   |
| Hitech Grand Prix     | Dallara F3 2019 | Mecachrome 3.4 L V6 | P    | 18  | Isack Hadjar         | Sve   |
| Hitech Grand Prix     | Dallara F3 2019 | Mecachrome 3.4 L V6 | P    | 19  | Nepoznata kratica »« | Sve   |
| Campos Racing         | Dallara F3 2019 | Mecachrome 3.4 L V6 | P    | 20  | David Vidales        | Sve   |
| Campos Racing         | Dallara F3 2019 | Mecachrome 3.4 L V6 | P    | 21  | Hunter Yeany         | Sve   |
| Campos Racing         | Dallara F3 2019 | Mecachrome 3.4 L V6 | P    | 22  | Pepe Martí           | Sve   |
| Jenzer Motorsport     | Dallara F3 2019 | Mecachrome 3.4 L V6 | P    | 23  | Ido Cohen            | Sve   |
| Jenzer Motorsport     | Dallara F3 2019 | Mecachrome 3.4 L V6 | P    | 24  | Nepoznata kratica »« | Sve   |
| Jenzer Motorsport     | Dallara F3 2019 | Mecachrome 3.4 L V6 | P    | 25  | William Alatalo      | Sve   |
| Carlin                | Dallara F3 2019 | Mecachrome 3.4 L V6 | P    | 26  | Zak O'Sullivan       | Sve   |
| Carlin                | Dallara F3 2019 | Mecachrome 3.4 L V6 | P    | 27  | Brad Benavides       | Sve   |
| Carlin                | Dallara F3 2019 | Mecachrome 3.4 L V6 | P    | 28  | Nepoznata kratica »« | Sve   |
| Van Amersfoort Racing | Dallara F3 2019 | Mecachrome 3.4 L V6 | P    | 29  | Franco Colapinto     | Sve   |
| Van Amersfoort Racing | Dallara F3 2019 | Mecachrome 3.4 L V6 | P    | 30  | Rafael Villagómez    | Sve   |
| Van Amersfoort Racing | Dallara F3 2019 | Mecachrome 3.4 L V6 | P    | 31  | Reece Ushijima       | Sve   |

## Vanjske poveznice
- FIA Formula 3 Championship